# PSM Makassar
Persatuan Sepakbola Makassar, kortweg PSM Makassar, is een Indonesische voetbalclub uit de stad Makassar, opgericht op 2 november 1915. PSM Makassar speelt zijn thuiswedstrijden in het Mattoangin-stadion, een stadion met een capaciteit van 15.000 plaatsen. De thuiswedstrijden van de club worden gespeeld in een rood tenue. PSM werd zesmaal landskampioen. In 2017 stond PSM Makassar op de AFC-ranglijst op de 152e plaats met 1.286 punten.

## Geschiedenis
De club vindt haar oorsprong in 1915 als het bondselftal van de Makassaarsche Voetbalbond (MVB), die de stad Makassar uit Zuid-Sulawesi vertegenwoordigde in de stedenwedstrijden van de Nederlandsch Indische Voetbal Bond (NIVB). Tijdens de Japanse bezetting van Nederlands-Indië werden de Nederlandstalige verenigingen verboden en werd de organisatie in 1942 hernoemd naar Persatuan Sepak Bola Makassar, om zich vervolgens aan te sluiten bij de competities van de PSSI.
In het seizoen 1999/00 werd de club landskampioen onder leiding van trainer Henk Wullems. Gedurende het seizoen 2010/11 stapte de club uit de Super League om aan de nieuwe Liga Primer deel te gaan nemen.

## Erelijst
| Nationaal               |    |                              |
| Perserikatan            | 5× | 1957, 1959, 1965, 1966, 1992 |
| Liga Indonesia          | 2× | 2000, 2023                   |
| Piala Indonesia         | 1× | 2019                         |
| Piala Presiden Soeharto | 1× | 1974                         |

## PSM in Azië
| - 1R = eerste ronde - 2R = tweede ronde - Groep = Groepsfase |  | - 1/4 = kwartfinale - 1/2 = halve finale - F = finale |

| Seizoen | Competitie              | Ronde | Land                | Club                    | Score     |
| ------- | ----------------------- | ----- | ------------------- | ----------------------- | --------- |
| 1997/98 | Asian Cup Winners' Cup  | 2R    | Vlag van Thailand   | Royal Thai Air Force    | 2-1; 0-0  |
|         |                         | 2R    | Vlag van Zuid-Korea | Suwon Samsung Bluewings | 0-1; 0-12 |
| 2001    | Asian Club Championship | 1R    | Vlag van Vietnam    | Sông Lam Nghệ An        | 0-0; 4-1  |
|         |                         | 2R    | Vlag van Thailand   | Royal Thai Air Force FC | 6-1; 5-0  |
|         |                         | 1/4   | Vlag van China      | Shandong Luneng Taishan | 1-3       |
|         |                         | 1/4   | Vlag van Zuid-Korea | Suwon Samsung Bluewings | 1-8       |
|         |                         | 1/4   | Vlag van Japan      | Júbilo Iwata            | 0-3       |
| 2004    | AFC Champions League    | Groep | Vlag van Thailand   | Hoàng Anh Gia Lai       | 3-0; 1-5  |
|         |                         | Groep | Vlag van Vietnam    | Krung Thai Bank FC      | 2-3; 2-1  |
|         |                         | Groep | Vlag van China      | Dalian Shide            | 0-1; 1-2  |
| 2005    | AFC Champions League    | Groep | Vlag van Thailand   | BEC Tero Sasana         | 1-0; 2-2  |
|         |                         | Groep | Vlag van Japan      | Yokohama F. Marinos     | 0-2; 0-3  |
|         |                         | Groep | Vlag van China      | Shandong Luneng         | 0-1; 1-6  |

## Overzichtslijsten

### Lijst van hoofdtrainers

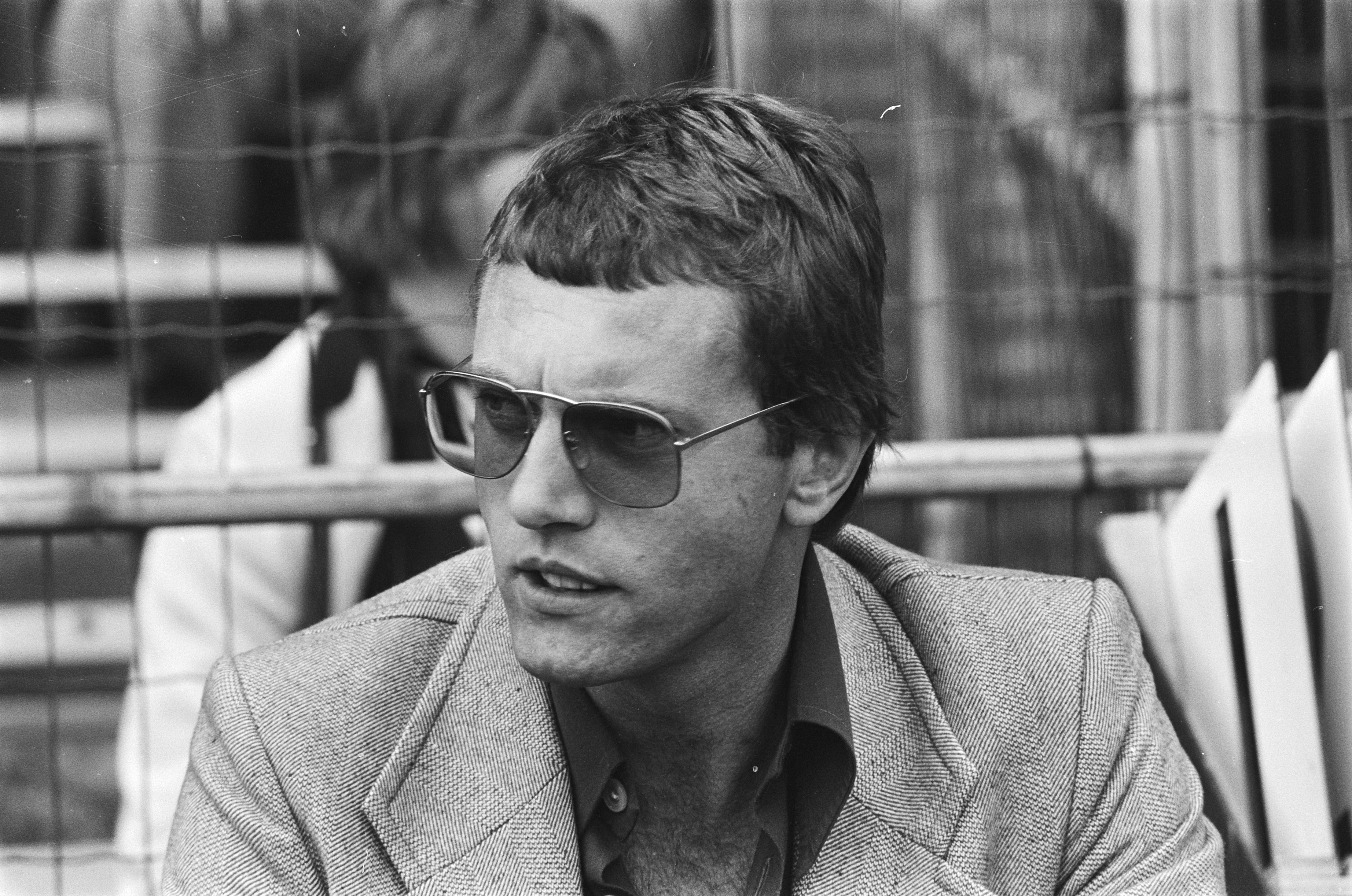
Fritz Korbach, hoofdtrainer van PSM tussen 2005 en 2006.

| - Henk Wullems (1998-1999) - Fritz Korbach (2005-2006) - Manuel Bilches (2006) - Robert Alberts (2010) |  | - Wim Rijsbergen (2011) - Alfred Riedl (2015) - Robert Alberts (2016-2019) - Darije Kalezić (2019-heden) |

### Lijst van (oud-)spelers
Hieronder volgt een overzicht met prominente (oud-)spelers die in competitieverband voor de club zijn uitgekomen.
| Indonesiërs - Cristian Gonzáles (2003-2004) - Hamka Hamzah (2017) - Zulkifli Syukur (2017- ) Nederlanders - Ronald Hikspoors (2016) - Marc Klok (2017-2020 ) - Richard Knopper (2011) - Wiljan Pluim (2016- ) - Anco Jansen (2021- ) |  | Overig - Leontin Chiţescu (2007) - Steven Paulle (2017-2019) - Ilija Spasojević (2011-2013) - Sergio Vargas (2004-2005) |